# Televisão de alta definição

As principais resoluções de tela para televisão

A televisão de alta definição (em inglês high-definition television, sigla HDTV), é um sistema de transmissão televisiva com uma resolução de tela significativamente superior à dos formatos tradicionais (NTSC, SECAM, PAL). Com exceção de formatos analógicos adotados na Europa e Japão, o HDTV é transmitido digitalmente e por isso sua implementação geralmente coincide com a introdução da televisão digital (DTV): esta tecnologia foi lançada inicialmente nos Estados Unidos durante a década de 1990 por um consórcio envolvendo AT&T, General Instrument, MIT, Philips, Sarnoff, Thomson e Zenith.
Apesar de vários tipos de televisão de alta definição terem sido propostos ou implementados, os formatos HDTV atuais são definidos pelo ITU-R BT.709 como 1080i (interlaced), 1080p (progressive) ou 720p usando uma proporção de tela de 16:9. O termo "alta definição" pode se referir à própria especificação da resolução ou mais genericamente ao meio (ou mídia) capaz de tal definição, como filme fotográfico ou o próprio aparelho de televisão.
O que talvez possa vir a ter algum interesse num futuro próximo é o vídeo de alta definição (através dos sucessores do DVD, o HD DVD e Blu-Ray, sendo este último adotado como padrão) e, por consequência, os projectores, televisores LCD e de plasma (ambos ultrapassados por novas tecnologias que serão abordadas mais à frente) com resolução de 1080p (1920 x 1080), bem como nos retroprojetores e filmadoras com definição de 1080p.

## Nomenclatura

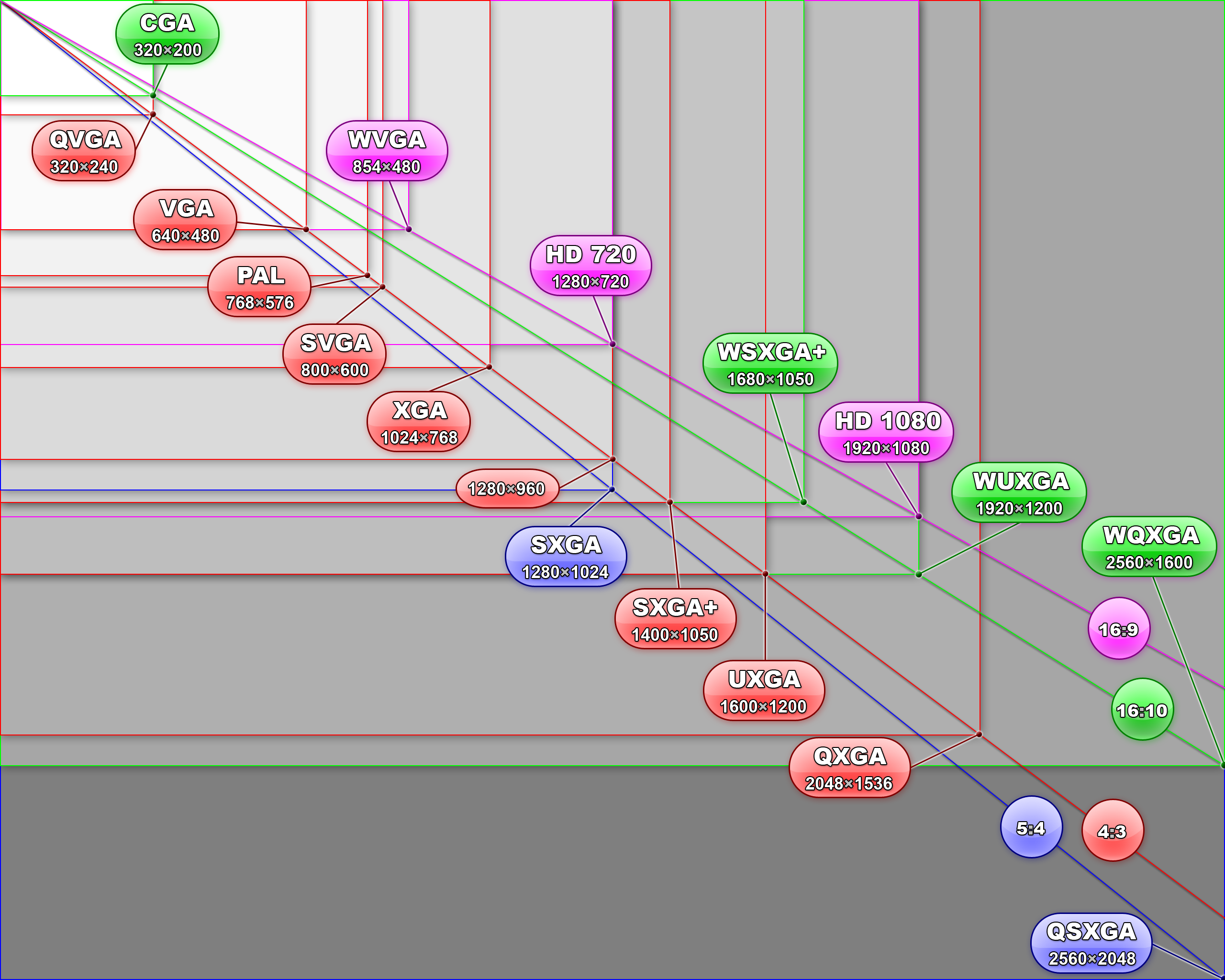
Gráfico comparativo com as diferentes resoluções de tela, incluindo os formatos HDTV e de computador.

No contexto da HDTV, os formatos de transmissão são descritos conforme a seguinte nomenclatura:
- O número de linhas horizontais de resolução de tela.
- O uso de progressive scan (p) ou interlaced scan (i).
- A cadência, número de quadros (frames) ou campos (fields) por segundo.

- 720p = 1280x720 pixels, progressivo.
- 1080i = 1920x1080 pixels, entrelaçado.
- 1080p = 1920x1080 pixels.

Vale lembrar que na varredura de imagem (i) entrelaçado as linhas se mostram intercaladamente, tornando a resolução nativa a metade da resolução total real.

## Varredura entrelaçada e progressiva

Diferença entre os modos entrelaçado (interlaced) e progressivo (progressive)

Interlaced e progressive scan são nomes usados para descrever duas técnicas utilizadas para "desenhar" o conteúdo da tela:
O modo entrelaçado desenha em cada passagem metade das linhas da tela — as linhas pares ou ímpares — formando a ilusão de uma resolução maior transmitindo apenas metade da imagem formada.
Já o modo progressivo desenha a tela inteira em uma única passada, transmitindo e exibindo todas as linhas da tela a cada atualização (refresh).